# XIV Korpus Pancerny (III Rzesza)
XIV Korpus Pancerny (niem. XIV. Panzerkorps) – jeden z niemieckich korpusów pancernych, uczestniczył w ataku na Związek Radziecki i walkach na froncie zachodnim. 
Utworzony w czerwcu 1942 z przekształcenia XIV Korpusu Armijnego uczestniczącego w ataku na Związek Radziecki. Walczył przeciw Armii Czerwonej od sierpnia 1942 roku w składzie 6 Armii nad Donem i o Rostów. Trafił do kotła stalingradzkiego i skapitulował wraz z resztą sił niemieckich w tym mieście 2 lutego 1943 roku. 
Ponownie tworzony od kwietnia 1943 roku w okupowanej Francji, przeniesiony do Włoch już we wrześniu brał udział w walce z aliantami w składzie 10 i 14 Armii (Grupa Armii C), m.in. pod Salerno, Sangro, Monte Cassino, o Toskanię, Florencję i Po. Wojnę zakończył w maju 1945 roku w Alpach.

## Dowódcy korpusu
- generał piechoty Gustav Anton von Wietersheim (kwiecień 1941 - 14 września 1942)
- generał pułkownik Hans-Valentin Hube (14 września 1943 - 17 stycznia 1943)
- generał porucznik Helmuth Schlömer (17 stycznia - 29 stycznia 1943)
- generał pułkownik Hans-Valentin Hube 	(5 marca - 2 września 1943)
- generał wojsk pancernych Hermann Balck (2 września - październik 1943)
- generał pułkownik Hans-Valentin Hube 	(październik 1943)
- generał wojsk pancernych Fridolin von Senger und Etterlin (22 października 1943 - 2 maja 1945)

## Struktura organizacyjna
Jednostki korpuśne: 414 Dowództwo Artylerii, 60 Korpuśny Baon Łączności i 414 Korpuśny Oddział Zaopatrzeniowy
Skład w grudniu 1942:
- 29 Dywizja Piechoty
- 3 Dywizja Piechoty

Skład w lipcu 1943:
- 1 Dywizja Pancerno-Spadochronowa Hermann Göring
- 16 Dywizja Pancerna
- 29 Dywizja Grenadierów Pancernych
- 15 Dywizja Grenadierów Pancernych
- 90 Dywizja Grenadierów Pancernych
- 3 Dywizja Grenadierów Pancernych

Skład w grudniu 1943:
- 94 Dywizja Piechoty
- 15 Dywizja Grenadierów Pancernych
- większość 29 Dywizji Grenadierów Pancernych
- 44 Dywizja Piechoty
- 5 Dywizja Górska
- 305 Dywizja Piechoty

Skład we wrześniu 1944: 
- 16 Dywizja Grenadierów Pancernych SS Reichsführer SS
- 42 Dywizja Strzelców
- 65 Dywizja Piechoty

Skład w marcu 1945: 
- 94 Dywizja Piechoty
- 8 Dywizja Górska
- 65 Dywizja Piechoty
- 305 Dywizja Piechoty